# Jacobus Cornelis Swijghuijsen Groenewoud

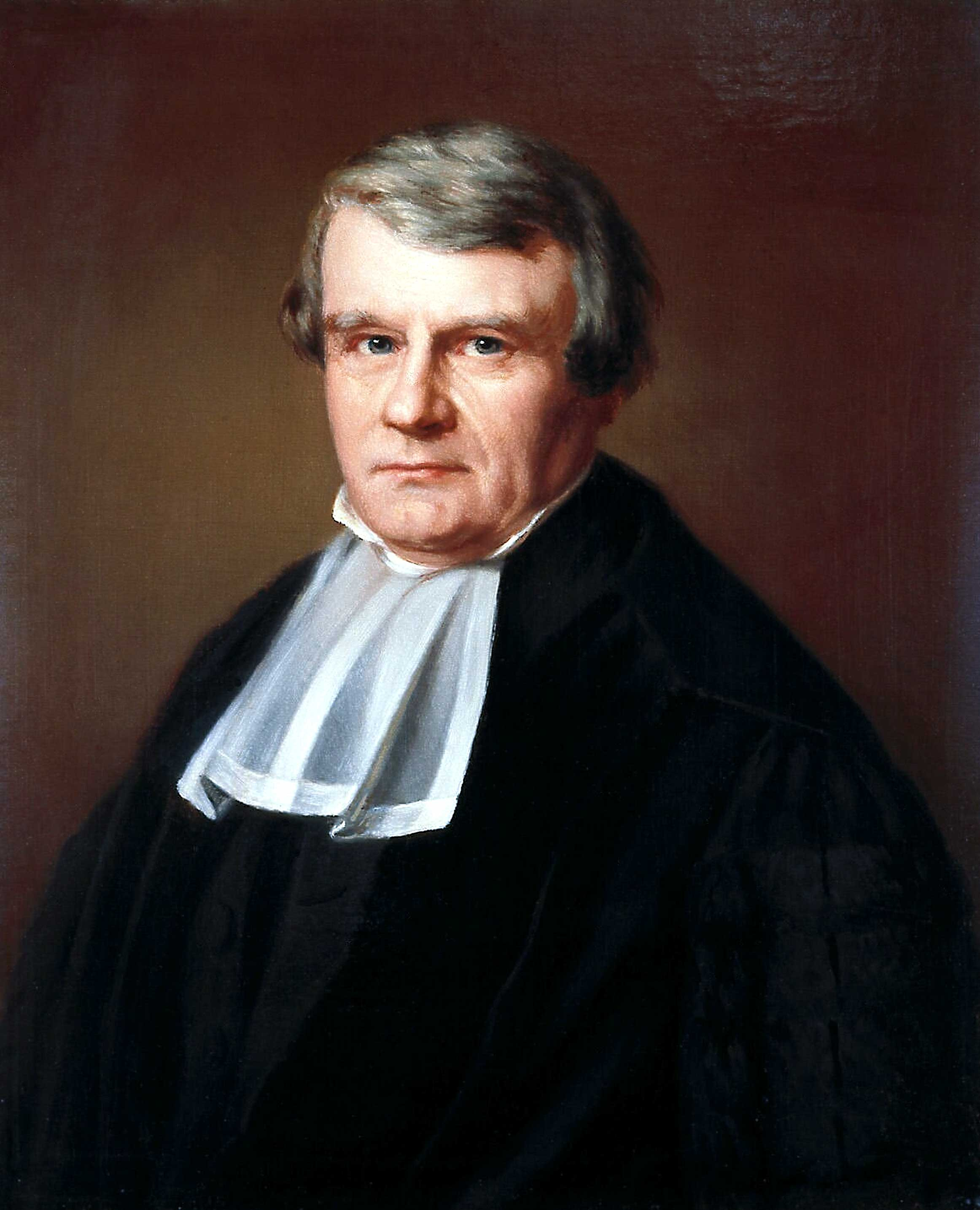
Jacobus Cornelis Swijghuijsen Groenewoud

Jacobus Cornelis Swijghuijsen Groenewoud auch: Swijghuysen, Swijghuisen (* 30. November 1784 in Roordahuizum; † 30. November 1859 in Utrecht) war ein niederländischer reformierter Theologe und Orientalist.

## Leben
Jacobus Cornelis war der Sohn des Pfarrers und Orientalisten Johannes Jacobus Grouenewoud (* 1. November 1754 in Dokkum; † 14. September 1825 in Franeker) und der Anna Sara Swijghuisen. Die erste Ausbildung erhielt er vom Vater und in Zierikzee. Er studierte ab dem 8. September 1813 an der Universität Utrecht bei Philipp Wilhelm van Heusde und im letzten Studienjahr übernahm er für den altersschwachen Sebald Rau die Vorlesungen. Theologie hatte er unter anderem bei Hermann Royaards studiert. Nachdem er am 2. Juni 1812 sein theologisches Examen geschafft hatte, absolvierte er sein Probejahr und zog 1813 als Pfarrer nach Hoogblokland. Im selben Jahr am 20. März erhielt er die Ehrendoktorwürde der Philosophie in Utrecht und wurde am 30. Juli 1817 Professor der orientalischen Sprachen an das Athenäum in Franeker gerufen.
Dieses ihm übertragenes Amt übernahm er am 5. November 1817 mit der Einführungsrede de adhibenda ad docenda literas orientales popularitate Socratica. Am 1. Oktober 1821 hielt er in Franeker die Rektoratsrede de sanguinis quae vocatur vindicta Arabibus maxime propria und wurde am 10. Dezember 1830 als Professor der orientalischen Sprachen an die Universität Utrecht berufen. Diese Aufgabe übernahm er am 16. Juni 1831 mit der Rede De aetate nostra ad provehenda literarum orientalium siudia quam maxima apta. In seiner Eigenschaft als Utrechter Hochschullehrer beteiligte er sich auch an den organisatorischen Aufgaben der Hochschule und war 1841/42 Rektor der Alma Mater. Als er dieses Amt niederlegte, hielt er die Rede de Corano. Am 7. Februar 1855 wurde er aus seiner Professur emeritiert und verstarb viereinhalb Jahre später an seiner letzten Wirkungsstätte.
Swijghuijsen Groenewoud verheiratete sich am 11. April 1830 mit Dodonea Jacoba Bergsma (* 8. März 1796 in Dronrijp; † 6. Februar 1882 in Utrecht), die Tochter des Jacob Johan Bergsma (* 26. Dezember 1771 in Dantumawoude; † 23. Oktober 1854 in Utrecht) und der Baukje Zeper (* 2. März 1773 in Leeuwarden; † 29. Dezember 1823 ebenda). Aus dieser Ehe sind keine Kinder bekannt. Seine Witwe hinterließ der Utrechter Hochschule die umfangreiche Bibliothek ihres Mannes.

## Werke
- Oratio de sanguinis quae vocatur vindicta Arabibus maxime propria. Groningen 1822
- Institutio ad Grammaticam Hebraicam ducens. Utrecht 1834
- Oratio de Corano. Utrecht 1843
- Institutio ad Grammaticam Aramaeam ducens, in discipulorum usum. Utrecht 1845, (Online)
- Specimina e versione Syriaca Peschito selecta, cum vocum notitionibus. Utrecht 1846